# Turmhügel Greißing
Der Turmhügel Greißing ist eine abgegangene mittelalterliche Turmhügelburg (Motte) etwa 140 m südwestlich der Filialkirche St. Ulrich von Greißing, einem Gemeindeteil der niederbayerischen Stadt Geiselhöring im Landkreis Straubing-Bogen. Die Anlage wird als Bodendenkmal unter der Aktennummer D-2-7140-0021 als „mittelalterlicher Turmhügel“ geführt. 

## Beschreibung
Der Turmhügel Greißing liegt 200 m nordwestlich der Kleinen Laber. Er ist heute noch als 3 m hoher, künstlich aufgeschütteter Hügel von 23 m Durchmesser zu erkennen. Durch die ringsum vorgenommenen Kellereinbauten ist sein Aufbau aus Kies und Humusschichten zu erkennen. Ein vermutlich früher vorhandener Wassergraben ist nicht mehr vorhanden. Bei einer archäologischen Untersuchung von 1901 wurde ein radialer Schnitt von 6,1 m Länge und 1,1 m Breite angelegt. Dabei wurden graue und schwarze Keramikscherben, Tierknochen, Holzkohlestückchen und verziegelter Lehm angetroffen. Heute ist der Ort durch Wirtschaftsgebäude (Haus Nr. 15 und 13) im Südwesten teilweise überbaut.